# Une institution modèle
Une institution modèle è un cortometraggio del 1920 diretto da Lucien Nonguet.

## Trama
Il buon Sig. M. Verpillot lascia la scuola nel pomeriggio, fiducioso che i suoi allievi si comporteranno in modo attento e coscienzioso. I ragazzi, sotto la direzione di Bébert, che è il più scapestrato, decidono di saltare la scuola. Mettono tutto il quartiere in subbuglio, tornando poi a scuola come se nulla fosse accaduto.